# Paracrepidomenus
Paracrepidomenus is een geslacht van kevers uit de familie  
kniptorren (Elateridae).
Het geslacht is voor het eerst wetenschappelijk beschreven in 1906 door Schwarz.

## Soorten
Het geslacht omvat de volgende soorten:
- Paracrepidomenus filiformis (Candèze, 1863)
- Paracrepidomenus linearis (Schwarz, 1903)
- Paracrepidomenus surrufus Calder, 1986
- Paracrepidomenus tasmanicus (Candèze, 1863)